# Vanessa del Castillo Ibarra
Erika Vanessa del Castillo Ibarra (10 de junio de 1978) es una política mexicana, miembro del partido Movimiento Regeneración Nacional (Morena). Fue elegida diputada federal para el periodo de 2018 a 2021 y reelegida para el de 2021 a 2024.

## Biografía
Es licenciada en Sociología egresada de la Universidad Nacional Autónoma de México (UNAM). Es integrante de las asociaciones civiles Promoción Popular Integral, A.C (PROPOIN) y del Comité Intersectorial México por la Convención de los Derechos Humanos de las Personas Mayores.
De 2002 a 2005 fue promotora en la Dirección General de Equidad y Desarrollo y de 2007 a 2008 fue coordinadora de Proyectos B en la Dirección General de Diversidad Social, ambas en el gobierno de la Ciudad de México. De 2012 a 2018 fue consejera distrital y de 2015 a 2018 consejera nacional de Morena; en 2016 fue candidata a diputada de la Asamblea Constituyente de la Ciudad de México, pero no logró el triunfo.
En 2018 fue postulada candidata de la coalición Juntos Haremos Historia a diputada federal por el Distrito 1 de la Ciudad de México, siendo elegida a la LXIV Legislatura que culminó en 2021. Se integró en el grupo parlamentario de Morena y fue secretaria de la comisión de Derechos Humanos; e integrante de las comisiones de Cultura y Cinematografía; de Derechos de la Niñez y Adolescencia; y, de Igualdad de Género.
En las elecciones de 2021 fue postulada a la reelección por el mismo distrito electoral, pero postulada en esta ocasión solo por Morena. Logró el triunfo y ejerció en la LXV Legislatura que concluirá en 2024. En esta legislatura fue secretaria de la comisión de Deporte; y ha sido integrante de las comisiones de Derechos Humanos; de Energía; de Presupuesto y Cuenta Pública; de Cambio Climático y Sostenibilidad; de Ciencia, Tecnología e Innovación; de Cultura y Cinematografía; de Derechos de la Niñez y Adolescencia; y, de Igualdad de Género.